# Гърция във Втората световна война
Гърция по време на Втората световна война се води официално от Съюзническата историография като окупирана страна от април 1941 г. до октомври 1944 г. (на гръцки: Η Κατοχή) след немско-италианската инвазия в Кралство Гърция. Реалното положение е сложно, защото старата територия на страната е разделена на зони под различна юрисдикция. Въпреки че Вермахтът се оттегля от страната през октомври 1944 г., остров Крит и някои други егейски острови остават под властта на немски гарнизони до май и юни 1945 г., т.е. дори след официалния край на Втората световна война.

## Начало на войната в Гърция
Инвазията на Оста в Гърция започва хазартно от Мусолини през октомври 1940 г., но след като италианската армия преминава в позорно отстъпление от Епир и бойните действия в итало-гръцката война се прехвърлят на албанска територия (която е италиански протекторат), Германия се вижда принудена да заздрави контрола на Оста над Балканите с оглед военните операции в Северна Африка. През пролетта следва блицкриг в поредните операции под кодовите наименования Марита и Меркурий, с които е овладяна цялата дотогавашна територия на Кралство Гърция. До средата на май цялата континентална територия на бившето кралство е под контрола на Оста. В страната е установено колаборационистко гръцко правителство, а част от територията на Гърция е предадена под властта на Италия и България.

## Окупация
На Гърция и са наложени жестоки репарации заради участието ѝ срещу Оста във Втората световна война до пролетта на 1941 г. Поради неефективното марионетно управление в страната се развихря глад, понеже селяните поради инфлацията укриват селскостопанската си реколта, и много граждани на мегаполиса Атина умират от глад, и се налага германските военни власти да внасят от чужбина хранителни продукти за гладуващото население на големите градове, в частност Атина и Солун. Същевременно Гръцката съпротива намира благоприятна почва да разгърне по-широка пропаганда, но поради тактиката ѝ на саботажи и въоръжени нападения първоначално до Сталинградската битка няма сериозна подкрепа сред мирните жители. Под британска опека са формирани партизански сили, които взривяват моста при Горгопотамос. През 1943 г. съпротивата се разраства, но от края на 1943 г. силите ѝ започват да се бият помежду си. Когато Вермахта се вижда принуден да напусне страната през октомври 1944 г., Гърция е в състояние на крайна политическа поляризация, която скоро след себе си води до избухването на гражданска война.
В началото на май 1941 г. знамето със Свастиката се развява над Атинския акропол, но в ранните часове на 30 май 1941 г. гръцките комунисти Апостолос Сантас и Манолис Глезос свалят флага на Тратия Райх провокативно, с който символичен акт заявяват волята на част от гърците за съпротива още преди началото на операция Барбароса. Германските сили окупират стратегически най-важните областти в Гърция, а именно Атина, Солун с Централна Македония и някои острови в Егейско море, в това число остров Крит. Източна Македония и Тракия е предоставена под български контрол, а останалите 2/3 от старата територия на страната е окупирана от Италия, включително Йонийските острови, които са включени под суверенитета на Кралство Италия. След италианската капитулация през септември 1943 г., италианската зона е заета от Вермахта, като британския набег към Гърция бележи фиаско след Додеканзката операция.
Колаборационисткото гръцко правителство се вижда принудено да плати разходите за окупацията, което води до хиперинфлация, допълнително изострена от репарациите към Оста. Драхмата девалвира. В страната се развихря през зимата на 1941/42 г. черен пазар на храни, довел след себе си до голям глад (на гръцки: Μεγάλος Λιμός). Въпреки външната помощ от неутралните Швеция и Турция, поради неефективното местно управление много голяма част от помощите се оказват в ръцете на спекулантите, които действат в сътрудничество с държавни служители и черноборсаджиите. Гръцкото правителство в изгнание в Лондон в крайна сметка принуждава британците частично да вдигнат блокадата наложена над страната по море, която допълнително утежнява ситуацията и от лятото на 1942 г. Международният Червен кръст вече е в състояние да разпределя доставките на храни в достатъчни количества за гръцките граждани.
Гръцката съпротива се разгръща основно в Същинска и Южна Гърция и по островите, в частност Крит най-вече. Италианският контрол на запада, както арумънския в Княжество Пинд и на войводите в Македония практически изключват ефективните действия в най-северните територии на старото кралство като Чамерия, но гръцката съпротива има известни успехи в регионите на Западна Македония, Северна Тесалия и Епир. Като цяло арумънското, албанското и българско население отказват сътрудничество на гръцката съпротива и тя в северните райони на старото кралство е слаба и неефективна.
Към средата на 1943 г. Съпротивата успява да изгони няколко италиански гарнизони от някои планински райони, включително и от няколко града, създавайки т.нар. свободни зони („Свободна Гърция“). След преврата на Бадолио през септември 1943 г., италианската окупационна зона е поета от германците. В резултат на това немската антикомунистическа и антисемитска пропаганда и политика е разгърната на широка нога в западните части на старото кралство.
Формално Западна Македония и граничната зона с Турция в Западна Тракия са под германски контрол, но Германското върховно командване одобрява редица мероприятия към възраждане на българското самосъзнание сред местното население, като дава съгласие за учредяването на български военен клуб в Солун. Постепенно българските клубове започват да печелят симпатиите на местното население в тези области, още повече, че след обрата във войната се пристъпва към формирането на местни въоръжени славянофонски милиции – Охрана (по името на руската царска тайна полиция известна като Охранка). През 1943 г. в района на Костур, Воден и Лерин са създадени такива вътрешни въоръжени формирования. За това способства и спомена от провокираното на 28 септември 1941 г. Драмско въстание, като гръцка реакция срещу българското навлизане в Северна Гърция.
През май 1943 г. започва депортирането на евреите от българската зона в Северна Гърция, която е разширена с Централна Македония под немски надзор.
Административно територията на остатъчна марионетна Гърция по времето на Втората световна война е разделена на 37 префектури. Префектурите Драма, Кавала, Родопи и Сяр преминават още в началото към България и не са под контрола на колаборционисткото гръцко правителство. В останалите 33 префектури има италианска и немска военна администрация, а през 1943 г., Атика и Беотия са разделени на отделни префектури.

## Преминаване на Италия и България към антихитлеристката коалиция
През септември 1943 г. Италия подписва примирие с антихитлеристката коалиция, след като през юли 1943 г. фашисткия диктатор Бенито Мусолини е свален от власт и на негово място идва на власт правителство ръководено от маршал Пиетро Бадолио в което са представени всички антифашистки партии в Италия. На 13 октомври 1943 г. Италия обявява война на нацистка Германия. Италианските правителства на Бадолио и Иваное Бономи подписват с гръцкия партизански фронт за освобождение ЕЛАС споразумение за участие на италианската армия в освобождението на Гърция и базата на него в редица региони на Гърция главно в северната и част от намиращите се в тогава части на 11-а италианска армия в Гърция са подписани споразумения между командирите на италиански дивизии и гръцки командири на партизаните от ЕЛАС за съвместни военни действия срещу германците, вследствие на което италианските войски се оттеглят в планините на Гърция за съвместни действия с гръцките партизани. През 1943 – 1944 г. италианците и гърците добиват редица успехи срещу германците. На други места в Гърция германските войски атакуват италианските и след като ги разгромяват във военни действия ги пленяват, като част от тях е разстреляна.
Обстановката в България се променя коренно, когато през септември 1944 г. съветски войски навлизат в България и на 9 септември 1944 на власт идва правителство на доминираната от българските комунисти, включваща и други антифашистки партии, коалиция Отечествен фронт, ръководена от Кимон Георгиев. Още на 8 септември 1944 г. България обявява война на нацистка Германия. Между българското правителство на ОФ и гръцкия партизански фронт за национално освобождение ЕЛАС с посредничеството на СССР е подписан договор за съвместни бойни действия срещу Германия, вследствие на което между командира на българския Втори окупационен корпус генерал Асен Сираков и гръцкото партизанско командване на ЕЛАС е сключен протокол за съвместна отбрана на Беломорието. Вследствие на това българските войски в Северна Гърция и гръцките партизани успешно осъществяват проведената през месеците септември до началото на октомври 1944 г. Струмска операция, в която отхвърлят германските войски на запад от река Струма.

## Резултатите от войната
Гърция след Втората световна война печели територия, като под нейния суверенитет през 1947 г. попадат бившите италиански Додеканези с енигматичния Родос, който през Средновековието е изпълнявал ролята на фортпост на кръстоносците срещу османците до времето на Сюлейман Велики, когато хоспиталиерите се местят на Малта.

## Еврейските въпроси и германските преследвания на гръцките евреи
В годините 1942/44 г. евреите от територията на бившето Кралство Гърция са депортирани към германските концентрационни лагери в окупирана Полша. Първи са солунските евреи още през юли 1942 г. Гръцките евреи спадат към две от основните еврейски групи – старите романьоти и приетите от Испания при Баязид II сефаради. Най-многобройна е солунската сефарадска еврейска общност, възлизаща в началото на 40-те години на 20 век на приблизително 50 000 потомци на прокудени от Испания сефаради. Тази общност е относително най-добре опазила се от асимилация в продължение на 5 века и поради особеностите на солунската история не е добре интегрирана на местно ниво. По тази причина е най-подозрителна на немските окупационни власти и те започват депортацията с нея. Днес на мястото на старите еврейски гробища в Солун се намира ректоратът на Университета „Аристотел“.
През март 1943 г. всички евреи от Солун и Тракия са изпратени в Аушвиц и Треблинка, като до лятото на 1943 г. от немската и българска зона евреите са изселени, а тези в италианската зона – не. Еврейските имоти в Солун са поверени на „гръцки пазачи“, които са избрани от специална комисия. През септември 1943 г., след излизането на Италия от войната, евреите от Атина и от бившата италианска зона също са депортирани. За разлика от сефарадите, старите романьотски общности са добре интегрирани в православното гръцкото общество и не могат така лесно да бъдат отделени от местните християни, които се противопоставят на исканията на германските власти. За романьотите се застъпва архиепископът на Атина Дамаскинос, който протестира пред германските военни власти в защита срещу депортацията. Местните еврейски лидери се жалват и до министър-председателя Йоанис Ралис, но той ги отбива като им казва, че евреите от Солун са били признати за виновни в извършването на подривни дейности, и че това е причината, те също да подлежат на депортация. Главният равин на Атина Елиас Барзилай е призован от Департамента по еврейските въпроси да представи списък с имената и адресите на членовете на местната еврейска общност, но той унищожава архивата, след което отправя призив към паството си всеки сам да се спасява като бяга или се крие. По този начин много от местните евреи се вливат в редиците на ЕАМ-ЕЛАС, присъединявайки се към съпротивата. От своя страна ЕАМ-ЕЛАС помагат на стотици евреи да избягат и да оцелеят по време на войната.
Като цяло, най-малко 81% (около 60 000) от еврейското население на Гърция е прокудено или става жертва на войната, като този процент варира от 91% за Солун до „само“ 50% за Атина, и дори по-малко за провинциалните области, като например във Волос е 36%. В българската зона този процент е над 90%, а забележителното е, че всичките 275 евреи на остров Закинтос в Йонийско море оцеляват, скрити във вътрешността на острова.

## Галерия
- Административното деление на префектури в Гърция през 1941/44 г.
- Артилерийски обстрел срещу линията „Метаксас“ – април 1941 г.
- Пленени британски войници по време на офанзивата на Оста срещу Гърция, остров Крит
- Знамето със свастиката се вее над Атинския акропол – май 1941 г.
- Италианската окупационна зона – 1942 г.
- Опашките за регистрация на солунските евреи в Департамента по еврейските въпроси – юли 1942 г.
- Колона от Панцери по улиците на Атина – август 1943 г.
- Екзекуция на помагач на гръцката съпротива от Батальоните за сигурност
- Депортацията на епирските евреи – 25 март 1944 г., Янина